# تنيضب الفايدي
تنيضب بن عواده الفايدي كاتب ومؤرخ وجغرافي سعودي، يعد من أبرز مؤرخي المدينة المنورة. حاصل على دكتوراه مع مرتبة الشرف الأولى من جامعة الإمام محمد بن سعود الإسلامية، تدرج في عدة وظائف حتى شغل وظيفة مدير عام الإدارة العامة للتربية والتعليم بمنطقة المدينة المنورة، أحيل بعدها للتقاعد في 9 شعبان 1431هـ. وصدر له كثير من المؤلفات التاريخية من بينها كتاب (تاريخ طيبة في خير القرون)، وكتاب (معاهد وشواهد). وهو حصل على جائزة وزارة الثقافة والإعلام للمؤلف السعودي عن كتابه (ينبع: التاريخ الأدب الحضارة).

## التعليم
- حاصل على درجة الدكتوراه في التربية من كلية العلوم الاجتماعية في جامعة الإمام محمد بن سعود عام 1422هـ.
- حاصل على درجة الماجستير في التخطيط والإدارة التعليمية من جامعة الملك عبد العزيز عام 1407هـ.
- حاصل على درجة البكالوريوس في الإدارة من جامعة الرياض (جامعة الملك سعود حالياً).[5]

## العمل
- عُين مديراً لتعليم لإدارة التربية والتعليم في منطقة المدينة المنورة عام 1430هـ (2009م).[6]
- عمل مساعداً للشؤون التعليمية عام 1429هـ.
- عمل مديراً للتخطيط المدرسي عام 1407هـ.
- عمل معلماً بعد تخرجه من معهد المعلمين عام 1391هـ. ثم عمل وكيلاً ثم مديراً ثم مشرفاً تربوياً.[5]

## مؤلفاته
| الكتاب                                                          | ملاحظات                                           |
| --------------------------------------------------------------- | ------------------------------------------------- |
| (ينبع: التاريخ والأدب والحضارة)                                 | حصل به على جائزة وزارة الثقافة والإعلام عام 2015. |
| (تاريخ طيبة في خير القرون).                                     |                                                   |
| (معاهد وشواهد)                                                  |                                                   |
| (حماية البيئة في الإسلام)                                       |                                                   |
| (الأودية والآبار في مدينة المختار: بين الأدب والتاريخ)          |                                                   |
| (دفاعاً عن الحبيب صلى الله عليه وسلم).                           |                                                   |
| (شواهد من اللغة العربية في ضوء الاهتمام العالمي بها).           |                                                   |
| (العُلا: طبقات التاريخ، روعة الأدب، جمال البيئة، ومتعة السياحة). |                                                   |
| (محافظة الحناكية: بطن نخل)                                      | صدر عن دار المفردات عام 2017.                     |
| (مهد الذهب: موطن المعدن النفيس والتاريخ العريق)                 | صدر عن دار المفردات عام 2019.                     |
| (حائل بصمات التاريخ السياحة المستقبل)                           | [ 14 ]                                            |
| (السيرة التربوية الموثقة للرسول صلى الله عليه وسلم)             | صدر عن دار المفردات 2021.                         |
| (جبال وحرار طابة: دراسة جغرافية مصورة)                          | [ 15 ]                                            |
| (خصائص وفضائل آل البيت وحقوقهم)                                 |                                                   |
| (أنام ملء جفوني)                                                | [ 16 ]                                            |
| ( بدر: التاريخ - الغزوة - المحافظة)                             |                                                   |
| (خيبر: الغزوة - المحافظة - السياحة)                             |                                                   |
| (ثقافة الأديب عن آثار ومواقع في بلد الحبيب)                     |                                                   |
| (تسهيل الوصول إلى غزوات وسرايا الرسول صلى الله عليه وسلم)       | [ 17 ]                                            |
| (صيد الذاكرة الباصرة من آثار الوطن الحبيب قائمة وداثرة)         | [ 18 ]                                            |

## الجوائز
حصل على جائزة أمين مدني للبحث في تاريخ الجزيرة العربية في دورتها الثامنة عام 2021، وحصل عليها عن مجمل أعماله تقديراً للمؤلفات العلمية والبحثية التي أنجزها على مدى عقود.